# Coeficiente de determinación corregido
El coeficiente de  determinación corregido en un modelo de regresión lineal mide el porcentaje de variación de la variable dependiente (al igual que el coeficiente de determinación) pero teniendo en cuenta el número de variables incluidas en el modelo.
Sabemos que a medida que vamos incluyendo variables en el modelo, el coeficiente de determinación aumenta aunque las variables que incluyamos no sean significativas. Esto supone un problema, ya que no debemos olvidar que la inclusión de nuevas variables supone un aumento en el número de parámetros a estimar para el modelo....
El coeficiente de determinación corregido viene a resolver este problema del coeficiente de determinación.
	Se define como:
{\displaystyle {\bar {R}}^{2}=1-{N-1 \over N-k-1}[1-R^{2}]}
	Donde: N es el tamaño de la muestra y k refleja el número de variables.
Usos:
	- Se emplea habitualmente para comparar modelizaciones alternativas que manteniendo el mismo número de observaciones varían en el número de regresores especificados.
	- Resulta de especial interés en situaciones en las que el número de variables explicativas está cercano al número de observaciones de la muestra.
- Datos: Q5776086